# Aphis confusa
Aphis confusa är en insektsart som beskrevs av Walker 1849. Aphis confusa ingår i släktet Aphis och familjen långrörsbladlöss. Arten är reproducerande i Sverige. Inga underarter finns listade i Catalogue of Life.